# New Athens, Illinois
New Athens är en by (village) i St. Clair County i Illinois. Vid 2010 års folkräkning hade New Athens 2 054 invånare.